# Brian Orser
Brian Ernest Orser, né le 18 décembre 1961 à Belleville, est un patineur artistique canadien.
Il a remporté les médailles d'argent aux Jeux olympiques d'hiver de 1984 et aux Jeux olympiques d'hiver de 1988 ainsi que de nombreuses médailles lors des Championnats du monde de patinage artistique avec le titre mondial en 1987.

## Biographie

### Carrière sportive
La carrière senior de Brian Orser débute réellement pendant la saison 1980-1981, pendant laquelle il devient champion du Canada pour la première fois. Il gagne ensuite 8 fois consécutivement ce titre. Il est 6e au championnat du monde de 1981, 4e l'année suivante, 3e en 1983, 2e de 1984 à 1986, champion du monde en 1987 devant Brian Boitano (Etats-Unis), ce qui le place en favori des Jeux Olympiques d'hiver de 1988  à Calgary, dans son pays. Il avait auparavant obtenu la 2e place aux Jeux Olympiques d'hiver de 1984, derrière Scott Hamilton.
Lors de Jeux Olympiques de Calgary, la "guerre des Brian" marque la compétition masculine. Brian Orser, porte-drapeau de la délégation canadienne, est battu par Brian Boitano pour un dixième de point (au bénéfice d'une meilleure note technique).
Brian Orser arrête la compétition après les championnats du monde de 1988, où il se classe de nouveau deuxième.

### Reconversion
Après les championnats du monde de 1988, Brian Orser participe à Stars on Ice pendant plusieurs années. En 1990, sa performance dans le film Carmen on Ice lui vaut un Emmy.
Brian Orser entraîne Kim Yuna, Yuzuru Hanyū, Javier Fernández López, Ievguenia Medvedeva et Jun-Hwan Cha.

## Palmarès
| Compétitions principales      | 1978    | 1979    | 1980    | 1981    | 1982    | 1983    | 1984    | 1985    | 1986    | 1987    | 1988    |  |  |  |
| Jeux olympiques d'hiver       |         |         |         |         |         |         | 2e      |         |         |         | 2e      |  |  |  |
| Championnats du monde         |         |         |         | 6e      | 4e      | 3e      | 2e      | 2e      | 2e      | 1er     | 2e      |  |  |  |
| Championnats du Canada        |         |         | 4e      | 1er     | 1er     | 1er     | 1er     | 1er     | 1er     | 1er     | 1er     |  |  |  |
| Championnats du monde juniors | 4e      |         |         |         |         |         |         |         |         |         |         |  |  |  |
|                               |         |         |         |         |         |         |         |         |         |         |         |  |  |  |
| Autres Compétitions           | 1977/78 | 1978/79 | 1979/80 | 1980/81 | 1981/82 | 1982/83 | 1983/84 | 1984/85 | 1985/86 | 1986/87 | 1987/88 |  |  |  |
| Skate Canada                  |         |         |         | 6e      | 2e      | 2e      | 1er     | 1er     |         |         | 1er     |  |  |  |
| Trophée NHK                   |         |         |         |         |         |         |         | 2e      | 2e      |         |         |  |  |  |
|                               |         |         |         |         |         |         |         |         |         |         |         |  |  |  |